# UEFA Europa League 2025-2026 (qualificazioni)
La fase di qualificazione della UEFA Europa League 2025-2026 si disputa tra il 10 luglio e il 28 agosto 2025. Partecipano a questa prima fase della competizione 53 club: dodici di essi si qualificheranno alla successiva fase campionato, composta da 36 squadre.

## Date
| Turno         | Sorteggio             | Andata            | Ritorno           |
| ------------- | --------------------- | ----------------- | ----------------- |
| Primo turno   | 17 giugno 2025 (Nyon) | 10 luglio 2025    | 17 luglio 2025    |
| Secondo turno | 18 giugno 2025 (Nyon) | 24 luglio 2025    | 31 luglio 2025    |
| Terzo turno   | 21 luglio 2025 (Nyon) | 5-6-7 agosto 2025 | 12-14 agosto 2025 |
| Spareggi      | 4 agosto 2025 (Nyon)  | 21 agosto 2025    | 27-28 agosto 2025 |

## Squadre
Le fasi di qualificazioni si dividono in due percorsi:
- Percorso Campioni (12 squadre):
  - Terzo turno di qualificazione: 12 squadre sconfitte nel Secondo turno di qualificazione di Champions League.
- Percorso Piazzate:
  - Primo turno di qualificazione (16 squadre): 16 squadre che entrano in questo turno.
  - Secondo turno di qualificazione (16 squadre): 8 squadre che entrano in questo turno e 8 squadre vincitrici del primo turno.
  - Terzo turno di qualificazione (14 squadre): 3 squadre che entrano in questo turno, 3 squadre sconfitte dal secondo turno di qualificazione Percorso Piazzate di Champions League, e 8 vincitrici del secondo turno.

I vincitori del terzo turno di qualificazione accedono agli Spareggi, senza più distinzione tra Campioni e Piazzate:
- Spareggi (24 squadre): 5 squadre che entrano in questo turno, 6 squadre sconfitte dal terzo turno di qualificazione Percorso Campioni di Champions League, 6 vincitori del terzo turno Percorso Campioni e 7 vincitori del terzo turno Percorso Piazzate.

Tutte le squadre eliminate nei turni di qualificazione accedono alla Conference League:
- Le 8 squadre eliminate del primo turno di qualificazione Percorso Piazzate accedono al secondo turno di qualificazione Percorso Piazzate.
- Le 8 squadre eliminate nel secondo turno di qualificazione Percorso Piazzate accedono al terzo turno di qualificazione Percorso Piazzate.
- Le 6 squadre eliminate del terzo turno di qualificazione Percorso Campioni accedono agli spareggi Percorso Campioni.
- Le 7 squadre eliminate del terzo turno di qualificazione Percorso Piazzate accedono agli spareggi Percorso Piazzate.
- Le 12 squadre eliminate agli spareggi accedono alla fase campionato.

| Legenda                                                                               | Legenda |
| ------------------------------------------------------------------------------------- | ------- |
| I club vincitori degli spareggi avanzano alla fase campionato                         |         |
| I club sconfitti negli spareggi accedono alla fase campionato della Conference League |         |
| I club sconfitti nel terzo turno accedono agli spareggi della Conference League       |         |
| I club sconfitti nel secondo turno accedono al terzo turno della Conference League    |         |
| I club sconfitti nel primo turno accedono al secondo turno della Conference League    |         |

| Squadre           | Coeff    |
| Campioni          | Campioni |
| ----------------- | -------- |
| Young Boys        | 34.500   |
| Slovan Bratislava | 33.500   |
| Ludogorec         | 24.000   |
| Dinamo Kiev       | 23.500   |
| Lech Poznań       | 19.000   |
| Malmö FF          | 14.500   |
| Genk              | 11.370   |
| Aberdeen          | 9.500    |
| Sigma Olomouc     | 8.820    |
| Samsunspor        | 8.780    |
| Škendija          | 7.500    |

| Squadre          | Coeff    |
| Campioni         | Campioni |
| ---------------- | -------- |
| Maccabi Tel Aviv | 37.500   |
| FCSB             | 22.500   |
| Rijeka           | 12.000   |
| RFS Riga         | 11.000   |
| Zrinjski Mostar  | 10.000   |
| KuPS             | 10.000   |
| Lincoln Red Imps | 10.000   |
| Drita            | 9.000    |
| Breiðablik       | 9.000    |
| Ħamrun Spartans  | 6.000    |
| Noah             | 5.000    |
| Shelbourne       | 2.993    |
| Piazzate         |          |
| PAOK             | 42.250   |
| Panathīnaïkos    | 16.000   |
| Servette         | 11.500   |
| Wolfsberger      | 9.500    |
| Brann            | 7.937    |
| Fredrikstad      | 7.937    |

| Squadre       | Coeff    |
| Campioni      | Campioni |
| ------------- | -------- |
| Braga         | 46.000   |
| Midtjylland   | 32.750   |
| Anderlecht    | 28.250   |
| Lugano        | 19.250   |
| Beşiktaş      | 15.000   |
| Utrecht       | 13.430   |
| Baník Ostrava | 8.820    |
| Hibernian     | 7.110    |

| Squadre            | Coeff    |
| Campioni           | Campioni |
| ------------------ | -------- |
| Šachtar            | 52.000   |
| Legia Varsavia     | 31.000   |
| Partizan           | 22.000   |
| Sheriff Tiraspol   | 20.000   |
| CFR Cluj           | 19.000   |
| Hapoel Be'er Sheva | 16.500   |
| Celje              | 14.000   |
| Spartak Trnava     | 8.500    |
| AEK Larnaca        | 7.500    |
| Häcken             | 7.000    |
| Paks               | 4.800    |
| Levski Sofia       | 4.500    |
| Sabah              | 4.000    |
| Ilves              | 3.000    |
| Aqtöbe             | 3.000    |
| Prishtina          | 2.500    |

## Risultati

### Primo turno

#### Sorteggio
Il sorteggio del primo turno di qualificazione si è tenuto il 17 giugno 2025. Le 16 squadre partecipanti sono state divise in due gruppi, ognuno con 4 squadre Teste di serie e altrettante Non teste di serie in base ai Coefficiente UEFA 2025:
| Gruppo 1                                      | Gruppo 1                     | Gruppo 2                                            | Gruppo 2                             |
| Teste di serie                                | Non teste di serie           | Teste di serie                                      | Non teste di serie                   |
| --------------------------------------------- | ---------------------------- | --------------------------------------------------- | ------------------------------------ |
| Šachtar Sheriff Tiraspol Celje Spartak Trnava | Häcken Sabah Ilves Prishtina | Legia Varsavia Partizan CFR Cluj Hapoel Be'er Sheva | AEK Larnaca Paks Levski Sofia Aqtöbe |

#### Risultati
| Squadra 1        | Totale          | Squadra 2          | Andata | Ritorno     |
| ---------------- | --------------- | ------------------ | ------ | ----------- |
| Šachtar          | 6 - 0           | Ilves              | 6 - 0  | 0 - 0       |
| Sheriff Tiraspol | 5 - 2           | Prishtina          | 4 - 0  | 1 - 2       |
| Spartak Trnava   | 2 - 3           | Häcken             | 0 - 1  | 2 - 2       |
| Sabah            | 5 - 6           | Celje              | 2 - 3  | 3 - 3 (dts) |
| Legia Varsavia   | 2 - 0           | Aqtöbe             | 1 - 0  | 1 - 0       |
| Levski Sofia     | 1 - 1 (3-1 dtr) | Hapoel Be'er Sheva | 0 - 0  | 1 - 1 (dts) |
| AEK Larnaca      | 2 - 2 (6-5 dtr) | Partizan           | 1 - 0  | 1 - 2 (dts) |
| Paks             | 0 - 3           | CFR Cluj           | 0 - 0  | 0 - 3       |

##### Andata
| Arbitro: | Daniyar Sakhi |

|                         |           |                              |
| Šafranko 3’, 18’ (rig.) | Marcatori | 7’, 78’ Kovačević 90+4’ Hrka |

| Arbitro: | Jacob Karlsen |

|             |           |  |
| Cabrera 67’ | Marcatori |  |

| Arbitro: | Dario Bel |

|                                |           |  |
| Bayala 11’, 19’, 74’ Odede 79’ | Marcatori |  |

| Paks 10 luglio 2025, ore 19:00 CEST ritorno → | Paks       | 0 – 0 referto | CFR Cluj | Paksi FC Stadion (3 916 spett.)\| Arbitro: \| Pavle Ilić \| |
| Arbitro:                                      | Pavle Ilić |               |          |                                                             |

| Sofia 10 luglio 2025, ore 19:30 CEST ritorno → | Levski Sofia      | 0 – 0 referto | Hapoel Be'er Sheva | Stadio Georgi Asparuhov (15 467 spett.)\| Arbitro: \| Ladislav Szikszay \| |
| Arbitro:                                       | Ladislav Szikszay |               |                    |                                                                            |

| Arbitro: | Marc Nagtegaal |

|                                                                     |           |  |
| Alisson 26’, 47’ Kauã Elias 43’ Kevin 74’ Pedrinho 87’ Newerton 89’ | Marcatori |  |

| Arbitro: | Bence Csonka |

|  |           |            |
|  | Marcatori | 63’ Nioule |

| Arbitro: | Dalibor Černý |

|               |           |  |
| Bičaxčyan 25’ | Marcatori |  |

##### Ritorno
| Tampere 17 luglio 2025, ore 18:00 CEST ← andata | Ilves                | 0 – 0 (tot.: 0-6) referto | Šachtar | Tammelan stadion (7 315 spett.)\| Arbitro: \| Mohammad Usman Aslam \| |
| Arbitro:                                        | Mohammad Usman Aslam |                           |         |                                                                       |

| Arbitro: | Granit Maqedonci |

|  |           |              |
|  | Marcatori | 90+1’ Elitim |

| Arbitro: | Ívar Orri Kristjánsson |

|                                  |           |                                    |
| Gustafson 13’ (rig.) Dembe 90+6’ | Marcatori | 65’ Procházka 82’ Moistsrapishvili |

| Arbitro: | Kyriakos Athanasiou |

|                                 |           |  |
| Fică 35’ Munteanu 85’ Muhar 90’ | Marcatori |  |

| Arbitro: | Henrik Nalbandyan |

|                       |           |              |
| Namani 56’ Ahmeti 65’ | Marcatori | 51’ Serobyan |

| Arbitro: | Dragomir Draganov |

|                                                  |           |                      |
| Kovačević 19’ (rig.) Vuklišević 49’ Iosifov 108’ | Marcatori | 9’, 63’, 64’ Mickels |

| Arbitro: | Florian Badstübner |

|                            |                      |                               |
| Turgeman 105+3’            | Marcatori            | 114’ Sangaré                  |
| Almog Kangwa Turgeman Levy | Tiri di rigore 1 – 3 | Rupanov Fabien Makoun Sangaré |

| Arbitro: | Gustavo Correia |

|                                                                              |                      |                                                           |
| Ugrešić 69’ Jovanović 118’                                                   | Marcatori            | 104’ Pons                                                 |
| Natkho Milovanović Roganović Kalulu Karabel'ov A. Kostić Jovanović B. Kostić | Tiri di rigore 5 – 6 | Miličević Ledes Suárez Chacón Ivanović Pons Miramón Gnali |

### Secondo turno

#### Sorteggio
Il sorteggio del secondo turno di qualificazione si è svolto il 18 giugno 2025: prima di esso, la UEFA ha diviso le squadre formando 2 gruppi ognuno con due urne, di cui uno denominato Teste di serie e l'altro Non teste di serie, basandosi sul Coefficiente UEFA del 2025.
| Gruppo 1                                | Gruppo 1                                  | Gruppo 2                                        | Gruppo 2                          |
| Teste di serie                          | Non teste di serie                        | Teste di serie                                  | Non teste di serie                |
| --------------------------------------- | ----------------------------------------- | ----------------------------------------------- | --------------------------------- |
| Braga Legia Varsavia AEK Larnaca Lugano | CFR Cluj Levski Sofia Celje Baník Ostrava | Šachtar Midtjylland Anderlecht Sheriff Tiraspol | Beşiktaş Utrecht Häcken Hibernian |

#### Risultati
| Squadra 1        | Totale          | Squadra 2      | Andata | Ritorno     |
| ---------------- | --------------- | -------------- | ------ | ----------- |
| Lugano           | 0 - 1           | CFR Cluj       | 0 - 0  | 0 - 1 (dts) |
| Celje            | 2 - 3           | AEK Larnaca    | 1 - 1  | 1 - 2       |
| Levski Sofia     | 0 - 1           | Braga          | 0 - 0  | 0 - 1 (dts) |
| Baník Ostrava    | 3 - 4           | Legia Varsavia | 2 - 2  | 1 - 2       |
| Anderlecht       | 2 - 2 (2-4 dtr) | Häcken         | 1 - 0  | 1 - 2 (dts) |
| Sheriff Tiraspol | 2 - 7           | Utrecht        | 1 - 3  | 1 - 4       |
| Midtjylland      | 3 - 2           | Hibernian      | 1 - 1  | 2 - 1 (dts) |
| Beşiktaş         | 2 - 6           | Šachtar        | 2 - 4  | 0 - 2       |

##### Andata
| Arbitro: | Christian-Petru Ciochirca |

|                      |           |                        |
| Šín 13’ Frydrych 65’ | Marcatori | 32’ Kapustka 88’ Nsame |

| Arbitro: | Philip Farrugia |

|           |           |                                    |
| Ademo 24’ | Marcatori | 33’ Jensen 54’ Viergever 70’ Blake |

| Sofia 24 luglio 2025, ore 19:30 CEST ritorno → | Levski Sofia     | 0 – 0 referto | Braga | Stadio Georgi Asparuhov (16 040 spett.)\| Arbitro: \| Matteo Marchetti \| |
| Arbitro:                                       | Matteo Marchetti |               |       |                                                                           |

| Arbitro: | Robert Schröder |

|            |           |            |
| Şimşir 72’ | Marcatori | 7’ McGrath |

| Arbitro: | Bastien Dechepy |

|                      |           |                      |
| Kovačević 28’ (rig.) | Marcatori | 53’ (rig.) Miličević |

| Arbitro: | Eldorjan Hamiti |

|             |           |  |
| Dolberg 35’ | Marcatori |  |

| Arbitro: | Georgi Kabakov |

|                                   |           |                                           |
| Abraham 40’ (rig.) João Mário 87’ | Marcatori | 7’ Alisson 28’ Eguinaldo 67’, 90+6’ Kevin |

| Thun 24 luglio 2025, ore 20:30 CEST ritorno → | Lugano         | 0 – 0 referto | CFR Cluj | Stockhorn Arena (941 spett.)\| Arbitro: \| Darren England \| |
| Arbitro:                                      | Darren England |               |          |                                                              |

##### Ritorno
| Arbitro: | Chris Kavanagh |

|                       |           |            |
| Chacón 43’ García 67’ | Marcatori | 88’ Kvesić |

| Arbitro: | Patrik Kolarić |

|                                     |                      |                                      |
| Svanbäck 33’ Gustafson 90+2’ (rig.) | Marcatori            | 54’ (rig.) Dolberg                   |
| Gustafson Layouni Lundqvist Berisha | Tiri di rigore 4 – 2 | Hazard Augustinsson Llansana Vázquez |

| Arbitro: | Allard Lindhout |

|            |           |  |
| Sinyan 96’ | Marcatori |  |

| Arbitro: | Chrysovalantis Theouli |

|                                                       |           |           |
| Jensen 27’ Horemans 46’ Viergever 56’ El Karouani 89’ | Marcatori | 75’ Odede |

| Arbitro: | Juan Martínez Munuera |

|                            |           |  |
| Kevin 12’ Kauã Elias 45+2’ | Marcatori |  |

| Arbitro: | Lothar D'hondt |

|                   |           |  |
| Fran Navarro 104’ | Marcatori |  |

| Arbitro: | Novak Simović |

|                              |           |            |
| Nsame 54’ Pojezný 74’ (aut.) | Marcatori | 15’ Prekop |

| Arbitro: | Gustavo Correia |

|                |           |                         |
| Bushiri 105+2’ | Marcatori | 94’ Osorio 119’ Brumado |

### Terzo turno

#### Sorteggio
Il sorteggio del terzo turno di qualificazione si è tenuto il 21 luglio 2025.
Al terzo turno di qualificazione parteciperanno un totale di 26 squadre. Saranno divisi in due percorsi:
- Campioni (12 squadre): 12 squadre perdenti del Secondo turno di Champions League.
- Piazzate (14 squadre): 3 squadre che entrano in questo turno, 3 squadre perdenti del Secondo turno di Champions League, 8 vincitrici del Secondo turno.

La posizione delle squadre come teste di serie si baserà sui coefficienti UEFA per club del 2025. Prima del sorteggio, la UEFA ha formato due gruppi del Percorso Campioni di sei squadre (tre teste di serie e tre non teste di serie), e due gruppi nel Percorso Piazzate, uno di 8 squadre (quattro teste di serie e quattro non teste di serie) e uno di sei squadre (tre teste di serie e tre non teste di serie), secondo i principi stabiliti dal Comitato Competizioni per Club. 
La prima squadra estratta in ogni accoppiamento è la squadra che giocherà in casa la gara di andata.
| Gruppo 1                         | Gruppo 1             | Gruppo 2                               | Gruppo 2                        |
| Teste di serie                   | Non teste di serie   | Teste di serie                         | Non teste di serie              |
| -------------------------------- | -------------------- | -------------------------------------- | ------------------------------- |
| Rijeka RFS Riga Lincoln Red Imps | KuPS Noah Shelbourne | Maccabi Tel Aviv Zrinjski Mostar Drita | Breiðablik FCSB Ħamrun Spartans |

| Gruppo 1                              | Gruppo 1                                     | Gruppo 2               | Gruppo 2                     |
| Teste di serie                        | Non teste di serie                           | Teste di serie         | Non teste di serie           |
| ------------------------------------- | -------------------------------------------- | ---------------------- | ---------------------------- |
| Braga PAOK Midtjylland Legia Varsavia | CFR Cluj AEK Larnaca Wolfsberger Fredrikstad | Šachtar Häcken Utrecht | Panathīnaïkos Servette Brann |

#### Risultati
| Squadra 1        | Totale          | Squadra 2        | Andata   | Ritorno     |
| Campioni         | Campioni        | Campioni         | Campioni | Campioni    |
| ---------------- | --------------- | ---------------- | -------- | ----------- |
| Lincoln Red Imps | 1 - 1 (6-5 dtr) | Noah             | 1 - 1    | 0 - 0 (dts) |
| Rijeka           | 4 - 3           | Shelbourne       | 1 - 2    | 3 - 1       |
| RFS Riga         | 1 - 3           | KuPS             | 1 - 2    | 0 - 1       |
| Ħamrun Spartans  | 2 - 5           | Maccabi Tel Aviv | 1 - 2    | 1 - 3       |
| Zrinjski Mostar  | 3 - 2           | Breiðablik       | 1 - 1    | 2 - 1       |
| FCSB             | 6 - 3           | Drita            | 3 - 2    | 3 - 1       |
| Piazzate         |                 |                  |          |             |
| AEK Larnaca      | 5 - 3           | Legia Varsavia   | 4 - 1    | 1 - 2       |
| Fredrikstad      | 1 - 5           | Midtjylland      | 1 - 3    | 0 - 2       |
| CFR Cluj         | 1 - 4           | Braga            | 1 - 2    | 0 - 2       |
| PAOK             | 1 - 0           | Wolfsberger      | 0 - 0    | 1 - 0 (dts) |
| Servette         | 2 - 5           | Utrecht          | 1 - 3    | 1 - 2       |
| Häcken           | 1 - 2           | Brann            | 0 - 2    | 1 - 0       |
| Panathīnaïkos    | 0 - 0 (4-3 dtr) | Šachtar          | 0 - 0    | 0 - 0 (dts) |

##### Andata

###### Campioni
| Arbitro: | Kristo Tohver |

|                  |           |                         |
| Koffi 71’ (rig.) | Marcatori | 79’ Revivo 90+6’ Madmon |

| Arbitro: | Əliyar Ağayev |

|              |           |                       |
| Diedhiou 61’ | Marcatori | 14’ Oksanen 24’ Toure |

| Arbitro: | Ricardo de Burgos Bengoetxea |

|                     |           |                     |
| Janković 56’ (rig.) | Marcatori | 58’ Bone 70’ Martin |

| Arbitro: | Filip Glova |

|               |           |          |
| De Barr 45+9’ | Marcatori | 9’ Eteki |

| Arbitro: | Enea Jorgji |

|                    |           |                    |
| Bilbija 72’ (rig.) | Marcatori | 18’ (rig.) Thomsen |

| Arbitro: | Damian Sylwestrzak |

|                                        |           |                    |
| Bîrligea 64’, 90+4’ (rig.) Graovac 72’ | Marcatori | 7’ Tusha 50’ Manaj |

###### Piazzate
| Arbitro: | Igor Pajač |

|               |           |                                         |
| Bjartalíð 77’ | Marcatori | 14’ Franculino 32’ Gogorza 79’ Castillo |

| Arbitro: | Horațiu Feșnic |

|                                                      |           |           |
| Pons 16’ Angielski 48’ Chacón 78’ Rajović 85’ (aut.) | Marcatori | 18’ Nsame |

| Arbitro: | Elchin Masiyev |

|            |           |                |
| Sinyan 30’ | Marcatori | 17’, 50’ Gorby |

| Arbitro: | Georgi Kabakov |

|  |           |                    |
|  | Marcatori | 28’, 57’ Magnússon |

| Salonicco 7 agosto 2025, ore 19:30 CEST ritorno → | PAOK         | 0 – 0 referto | Wolfsberger | Stadio Toumba (21 340 spett.)\| Arbitro: \| Morten Krogh \| |
| Arbitro:                                          | Morten Krogh |               |             |                                                             |

| Atene 7 agosto 2025, ore 20:00 CEST ritorno → | Panathīnaïkos   | 0 – 0 referto | Šachtar | Stadio olimpico Spyros Louīs (20 636 spett.)\| Arbitro: \| Erik Lambrechts \| |
| Arbitro:                                      | Erik Lambrechts |               |         |                                                                               |

| Arbitro: | Harm Osmers |

|                 |           |                                           |
| Guillemenot 12’ | Marcatori | 52’ (aut.) Baron 55’ Horemans 62’ Zechiël |

##### Ritorno

###### Campioni
| Arbitro: | Marian Alexandru Barbu |

|                    |           |                              |
| Odubeko 86’ (rig.) | Marcatori | 33’ Fruk 73’ Dantas 90’ Oreč |

| Arbitro: | Balázs Berke |

|              |           |  |
| Pennanen 49’ | Marcatori |  |

| Arbitro: | Sebastian Gishamer |

|                                                                           |                      |                                                 |
| Mulahusejnović Manvelyan Muradyan Jakoliš Hambarjowmyan Þórarinsson Eteki | Tiri di rigore 5 – 6 | Nano De Barr Juanje Gómez Rutjens Clinton Lopes |

| Arbitro: | Anastasios Papapetrou |

|                         |           |                                   |
| Gunnlaugsson 61’ (rig.) | Marcatori | 7’ Bilbija 47’ (aut.) Valgeirsson |

| Arbitro: | Rohit Saggi |

|                              |           |           |
| Shahar 37’, 45+2’ Davida 69’ | Marcatori | 43’ Mbong |

| Arbitro: | Giorgi Kruashvili |

|           |           |                                      |
| Tusha 52’ | Marcatori | 1’ Cisotti 18’ Miculescu 85’ Politic |

###### Piazzate
| Arbitro: | Julian Weinberger |

|                          |           |  |
| Sørensen 9’ Paulinho 17’ | Marcatori |  |

| Arbitro: | Orel Grinfeld |

|  |           |             |
|  | Marcatori | 115’ Camara |

| Arbitro: | Nick Walsh |

|  |           |                     |
|  | Marcatori | 38’ (aut.) De Roeve |

| Arbitro: | Chris Kavanagh |

|                 |           |                   |
| Jensen 57’, 74’ | Marcatori | 80’ (rig.) Jallow |

| Arbitro: | Daniel Siebert |

|                                                               |                      |                                                        |
| Nazaryna Tobias Bondarenko Newerton Kauã Elias Pedro Henrique | Tiri di rigore 3 – 4 | Iōannidīs Jeremejeff Siōpīs Chirivella Zaroury Mancini |

| Arbitro: | Sascha Stegemann |

|                           |           |  |
| Zalazar 19’ (rig.), 45+5’ | Marcatori |  |

| Arbitro: | Andris Treimanis |

|                       |           |              |
| Nsame 11’ Rajović 16’ | Marcatori | 52’ Ivanović |

### Spareggi

#### Sorteggio
Il sorteggio degli spareggi si terrà il 4 agosto 2025.
Un totale di 24 squadre parteciperanno agli spareggi. La posizione delle squadre come teste di serie si è basato sui coefficienti UEFA per club del 2025. Per le vincitrici del terzo turno di qualificazione, la cui identità non sarà nota al momento del sorteggio, verrà utilizzato il coefficiente della squadra con il punteggio più alto per ogni accoppiamento.
Le squadre verranno suddivise in due urne ("teste di serie" e "non teste di serie") in base al loro coefficiente UEFA; la squadra sorteggiata per prima gioca l'andata in casa.
| Gruppo 1                                       | Gruppo 1                                             | Gruppo 2                                   | Gruppo 2                      | Gruppo 3                       | Gruppo 3                                      |
| Teste di serie                                 | Non teste di serie                                   | Teste di serie                             | Non teste di serie            | Teste di serie                 | Non teste di serie                            |
| ---------------------------------------------- | ---------------------------------------------------- | ------------------------------------------ | ----------------------------- | ------------------------------ | --------------------------------------------- |
| Maccabi Tel Aviv Young Boys Ludogorec Malmö FF | Dinamo Kiev Sigma Olomouc Škendija Slovan Bratislava | Panathīnaïkos Midtjylland FCSB Lech Poznań | Genk KuPS Aberdeen Samsunspor | Braga PAOK AEK Larnaca Utrecht | Rijeka Zrinjski Mostar Lincoln Red Imps Brann |

#### Risultati
| Squadra 1         | Totale | Squadra 2     | Andata | Ritorno |
| ----------------- | ------ | ------------- | ------ | ------- |
| Maccabi Tel Aviv  | -      | Dinamo Kiev   | -      | -       |
| Škendija          | -      | Ludogorec     | -      | -       |
| Slovan Bratislava | -      | Young Boys    | -      | -       |
| Malmö FF          | -      | Sigma Olomouc | -      | -       |
| Panathīnaïkos     | -      | Samsunspor    | -      | -       |
| Aberdeen          | -      | FCSB          | -      | -       |
| Lech Poznań       | -      | Genk          | -      | -       |
| Midtjylland       | -      | KuPS          | -      | -       |
| Lincoln Red Imps  | -      | Braga         | -      | -       |
| Zrinjski Mostar   | -      | Utrecht       | -      | -       |
| Brann             | -      | AEK Larnaca   | -      | -       |
| Rijeka            | -      | PAOK          | -      | -       |

##### Andata
| Malmö 21 agosto 2025, ore 18:00 CEST ritorno → | Malmö FF       | – referto | Sigma Olomouc | Eleda Stadion\| Arbitro: \| Tobias Stieler \| |
| Arbitro:                                       | Tobias Stieler |           |               |                                               |

| Herning 21 agosto 2025, ore 18:30 CEST ritorno → | Midtjylland      | – referto | KuPS | MCH Arena\| Arbitro: \| Srdjan Jovanović \| |
| Arbitro:                                         | Srdjan Jovanović |           |      |                                             |

| Bergen 21 agosto 2025, ore 19:00 CEST ritorno → | Brann       | – referto | AEK Larnaca | Brann Stadion\| Arbitro: \| Marco Guida \| |
| Arbitro:                                        | Marco Guida |           |             |                                            |

| Bačka Topola 21 agosto 2025, ore 20:00 CEST ritorno → | Maccabi Tel Aviv  | – referto | Dinamo Kiev | TSC Arena\| Arbitro: \| Giorgi Kruashvili \| |
| Arbitro:                                              | Giorgi Kruashvili |           |             |                                              |

| Skopje 21 agosto 2025, ore 20:00 CEST ritorno → | Škendija       | – referto | Ludogorec | Toše Proeski Arena\| Arbitro: \| Chris Kavanagh \| |
| Arbitro:                                        | Chris Kavanagh |           |           |                                                    |

| Atene 21 agosto 2025, ore 20:00 CEST ritorno → | Panathīnaïkos         | – referto | Samsunspor | Stadio olimpico Spyros Louīs\| Arbitro: \| Juan Martínez Munuera \| |
| Arbitro:                                       | Juan Martínez Munuera |           |            |                                                                     |

| Mostar 21 agosto 2025, ore 20:00 CEST ritorno → | Zrinjski Mostar | – referto | Utrecht | Stadio pod Bijelim Brijegom\| Arbitro: \| Georgi Kabakov \| |
| Arbitro:                                        | Georgi Kabakov  |           |         |                                                             |

| Bratislava 21 agosto 2025, ore 20:15 CEST ritorno → | Slovan Bratislava | – referto | Young Boys | Tehelné pole\| Arbitro: \| Sascha Stegemann \| |
| Arbitro:                                            | Sascha Stegemann  |           |            |                                                |

| Poznań 21 agosto 2025, ore 20:30 CEST ritorno → | Lech Poznań    | – referto | Genk | Stadio municipale\| Arbitro: \| Donatas Rumšas \| |
| Arbitro:                                        | Donatas Rumšas |           |      |                                                   |

| Aberdeen 21 agosto 2025, ore 20:45 CEST ritorno → | Aberdeen         | – referto | FCSB | Pittodrie Stadium\| Arbitro: \| Serdar Gözübüyük \| |
| Arbitro:                                          | Serdar Gözübüyük |           |      |                                                     |

| Fiume 21 agosto 2025, ore 20:45 CEST ritorno → | Rijeka        | – referto | PAOK | Stadio Rujevica\| Arbitro: \| Ivan Kružliak \| |
| Arbitro:                                       | Ivan Kružliak |           |      |                                                |

| Faro 21 agosto 2025, ore 21:00 CEST ritorno → | Lincoln Red Imps | – referto | Braga | Stadio Algarve\| Arbitro: \| Morten Krogh \| |
| Arbitro:                                      | Morten Krogh     |           |       |                                              |

##### Ritorno
| Larnaca 27 agosto 2025, ore 18:30 CEST ← andata | AEK Larnaca    | – (tot.: -) referto | Brann | AEK Arena\| Arbitro: \| Danny Makkelie \| |
| Arbitro:                                        | Danny Makkelie |                     |       |                                           |

| Kuopio 28 agosto 2025, ore 17:00 CEST ← andata | KuPS         | – (tot.: -) referto | Midtjylland | Kuopion Keskuskenttä\| Arbitro: \| Simone Sozza \| |
| Arbitro:                                       | Simone Sozza |                     |             |                                                    |

| Olomouc 28 agosto 2025, ore 18:30 CEST ← andata | Sigma Olomouc | – (tot.: -) referto | Malmö FF | Andrův stadion\| Arbitro: \| Radu Petrescu \| |
| Arbitro:                                        | Radu Petrescu |                     |          |                                               |

| Samsun 28 agosto 2025, ore 19:00 CEST ← andata | Samsunspor   | – (tot.: -) referto | Panathīnaïkos | Nuovo stadio 19 maggio\| Arbitro: \| Irfan Peljto \| |
| Arbitro:                                       | Irfan Peljto |                     |               |                                                      |

| Razgrad 28 agosto 2025, ore 19:30 CEST ← andata | Ludogorec    | – (tot.: -) referto | Škendija | Ludogorets Arena\| Arbitro: \| Urs Schnyder \| |
| Arbitro:                                        | Urs Schnyder |                     |          |                                                |

| Salonicco 28 agosto 2025, ore 19:30 CEST ← andata | PAOK               | – (tot.: -) referto | Rijeka | Toumba Stadium\| Arbitro: \| José María Sánchez \| |
| Arbitro:                                          | José María Sánchez |                     |        |                                                    |

| Lublin 28 agosto 2025, ore 20:00 CEST ← andata | Dinamo Kiev      | – (tot.: -) referto | Maccabi Tel Aviv | Arena Lublin\| Arbitro: \| Nikola Dabanović \| |
| Arbitro:                                       | Nikola Dabanović |                     |                  |                                                |

| Berna 28 agosto 2025, ore 20:00 CEST ← andata | Young Boys     | – (tot.: -) referto | Slovan Bratislava | Stadio Wankdorf\| Arbitro: \| Rade Obrenovič \| |
| Arbitro:                                      | Rade Obrenovič |                     |                   |                                                 |

| Genk 28 agosto 2025, ore 20:00 CEST ← andata | Genk         | – (tot.: -) referto | Lech Poznań | KRC Genk Arena\| Arbitro: \| Davide Massa \| |
| Arbitro:                                     | Davide Massa |                     |             |                                              |

| Utrecht 28 agosto 2025, ore 20:00 CEST ← andata | Utrecht        | – (tot.: -) referto | Zrinjski Mostar | Stadion Galgenwaard\| Arbitro: \| Benoît Bastien \| |
| Arbitro:                                        | Benoît Bastien |                     |                 |                                                     |

| Bucarest 28 agosto 2025, ore 20:30 CEST ← andata | FCSB        | – (tot.: -) referto | Aberdeen | Arena Națională\| Arbitro: \| Espen Eskås \| |
| Arbitro:                                         | Espen Eskås |                     |          |                                              |

| Braga 28 agosto 2025, ore 21:00 CEST ← andata | Braga           | – (tot.: -) referto | Lincoln Red Imps | Estádio Municipal de Braga\| Arbitro: \| Erik Lambrechts \| |
| Arbitro:                                      | Erik Lambrechts |                     |                  |                                                             |